# Florence (Texas)
Pour les articles homonymes, voir Florence (homonymie).
Florence est une ville située au nord du comté de Williamson, au Texas, aux États-Unis,.

## Démographie
Lors du recensement de 2010, la ville comptait une population de 1 136 habitants. Elle est estimée, en 2017, à 1 262 habitants.

### Source de la traduction
- (en) Cet article est partiellement ou en totalité issu de l’article de Wikipédia en anglais intitulé « Florence, Texas » (voir la liste des auteurs).